# Лемурия (праздник)
Лему́рия (лат. Lemuria), лемура́лия (Lemuralia) — праздник мёртвых в Древнем Риме. Они проводились 9, 11 и 13 мая. Считалось, что в эти дни души блуждают по миру в виде призраков-вампиров, которых называли лемурами или ларвами.
Отец семейства вставал в полночь и обходил босиком весь дом, чтобы отогнать духов. После этого он мыл руки в родниковой воде, клал в рот зерна чёрных бобов, которые затем перебрасывал через дом, не оглядываясь назад. При этом он девять раз повторял заклинание: «Это отдаю вам и этими бобами выкупаю себя и своих близких». По поверию, невидимые духи шли следом за ним и собирали рассыпанные по земле бобы. После этого глава семьи снова омывался водой, брал медный таз и бил в него изо всех сил, прося, чтобы духи покинули дом.
Установление Лемуриев связывалось с явлением Фаустулу и Акке Ларентии призрака убитого Рема, из-за чего первоначально праздник назывался «Ремурия». Лемурия тесно связана с греческой Антестерией.

## Происхождение
В Древнем Риме календарь делился на постные, гнусные, эндотерцизные, избирательные и комитиальные дни. Постный соответствовал тем, в которых могли работать люди, так как они пользовались поддержкой богов. Поэт Овидий, член древнего и богатого рода всадников, в своей элегической поэме «Фастос» указывал на эти дни как на те, в которые можно поступать по справедливости. В плохие же дни люди не рассчитывали на помощь богов и потому должны были избегать работы и ведения бизнеса, иначе не имели бы успеха в своих начинаниях. Это были дни, предназначенные для религиозной деятельности. Дни, называемые эндотерцизные, были постными утром и вредными днем, предвыборные дни имели гибкие даты в соответствии с потребностями магистратов, а комические дни были справедливыми днями.
Происхождение праздника Лемурии, вписанного в римский календарь в постные дни, воспето Овидием в постные дни. Овидий прослеживает празднование до похоронного ритуала Рема, который, будучи убитым своим братом Ромулом, возвращается в виде призрака, чтобы оправдать его. Рем явился во сне со своими приемными родителями, Фаустул и Акка Ларентия, в ночь, когда они вернулись с похорон. Затем Рем выразил желание, чтобы почести были закреплены за его именем:
Мой брат этого не хотел – такая же любовь его:
он дал мне все, что мог: он выкрикнул мое фаду.
За свои слезы и свой хлеб молись ему
Пусть почести даруют мне этот день.Овидий
Узнав о сне, Ромул принимает просьбу своего покойного брата и называет Ремурию фестивалем, который состоится в день смерти Рема.

## Ритуалы
Лемурийский ритуал совершался ночью отцами семейства. Его реализация была направлена на то, чтобы успокоить и отогнать лемуров, злых призраков, которые вернулись в дома, в которых они жили. В полночь 9, 11 и 13 мая, когда все спали, pater familias (глава семьи) вставал босиком и щелкал пальцами, чтобы отогнать приближающихся призраков. После этого он трижды умыл руки родниковой водой и девять раз подряд сказал, не оглядываясь:
я распространяю их,
и бобами я искупаю себя и своих
Вскоре после этого pater familias бросил ему за спину три черных боба, снова вымыл руки в воде из фонтана, встряхнул бронзовый предмет и призвал призраков покинуть дом, повторяя девять раз:
Идите, отцовские руки
Таким образом, обряд подошел к концу, и отец семейства мог успокоиться, зная, что он умилостивил тени своих предков.

## Типы спектров
Различие между манами, лемурами и лярвами вызывает споры в римской религиозности. Вообще говоря, лемуры определяются как имеющие враждебный характер, а гривы — как добрые духи. Однако в «Фастах» Овидий, передавая идею о враждебном характере призраков, которых пытались отогнать с помощью лемуского ритуала, использует для их обозначения термин «гривы» вместо лемуров. Такое использование грив и лемуров в качестве синонимов можно объяснить поэтической вольностью автора или даже тем, что в первые дни своего существования Лемурия фактически была праздником, в котором принимали участие все мертвые, а не только те, кто способен причинить вред своим потомкам. Во всяком случае, это смешение грив с лемурами нельзя рассматривать как нечто присущее Овидию, поскольку оно встречается в нескольких источниках, в том числе эпиграфических, что, возможно, указывает на двойное родовое значение лемуров как призраков без различия мирной или злой природы.

### Маны
Исторические, литературные и эпиграфические источники свидетельствуют о том, что в конце Республики и начале Империи умерших обычно называли манами или даже диманами. Они были в промежуточной категории между людьми и богами, и им поклонялись на праздниках как группа, называемая dii manes, в общем, или diui kinsmen, когда это был семейный предок. Таким образом, мертвые рассматривались как коллектив, принадлежащий следует поклоняться его в божественном аспекте.

### Лемуры и лярвы
Конкретного определения лемуров и лярвов нет, но есть выявление того, что римляне использовали эти термины для обозначения вредных и страшных духов.
Первое имеющееся у нас выявление случаев использования термина «лемур» в Посланиях Горация, датируемое 20 до н. э., где, несмотря на неточность слова, очевидно, что это призрак, которому следует опасаться. Комментируя эту работу, впоследствии нашей проверки эры Порфирий заявил, что лемуры были духами людей, которые умерли случайно, и что из-за их несчастья следует опасаться. Акро, еще один схолиаст Горация, интерпретирует лемуров как тени людей, умерших насильственной смертью.
Термин личинки упоминается Сенекой в его работе "Апоколоцинтоз божественного Клавдия" в естественной истории и возникает как палач душ в аду или, по мере, как демонические и враждебные фигуры, но эти авторы не могут легко определить их как призраки. Для Плавта ляпвы, кажется, захватывают злых духов, которые поражают людей безумием.
Таким образом, мы можем премировать лемуров как духов непогребенных без надлежащего погребального обряда, а также опасно умерших, таких как дети; а лярвы, считавшиеся еще более вредными, чем лемуры, применяемые тем, кто умер насильственной смертью, например, самоубийцами и жертвами несчастных случаев.

## Религиозность
В римском мире не было различия между светским и религиозным. Религия присутствовала во всех повседневных практиках, будь то частные или общественные. Религия, в отличие от наших нынешних представлений, обозначала не сентиментальную, непосредственную и личную связь между индивидуумом и божеством, а набор формальных и объективных правил, завещанных традицией. Это понимание заставило римлян придавать большое значение соблюдению религиозных обрядов. Есть в основном два способа понять, что религия значила для древних римлян. Первый из них, связанный с глаголом religare (связывать), подчеркивал связь между людьми и богами, образующими общность. Второе, происходящее от глагола relegere (возвращать, контролировать или даже религиозное рвение), подчеркивало организационный характер религии как системы общественных обязательств по поддержанию Pax deorum (мира с богами). Гармония между людьми и богами могла быть поколеблена нарушением религиозных обязательств, вызывая божественный гнев и, следовательно, беспорядок в мире.
Обряды религиозного характера имели место на различных этапах жизни римлянина, таких как рождение, брак и смерть. Что касается смерти, то римляне поклонялись своим умершим с подношениями, цветами и молитвами как в день смерти, так и в течение года посредством различных праздников, которые проходили в феврале и мае. Праздники в честь умерших в основном состояли из Паренталии, Луперкалия, отмечаемых в феврале, Lemuria и Agony of Véjove, отмечаемых в мае. Они также заботились об умерших в очагах своих домов, где предков чествовали приношениями, а в течение года устраивались празднества над могилой умершего в день его рождения (dies natalis).

### Культ мёртвых
Римляне предпочитают, что между телом и душой не существует выбора после смерти, когда душа попадает в лучшее или нежелательнее место в зависимости от полученного морального морального суждения. После смерти призрак умершего принадлежит привилегированному корпусу в моги читать. Из этой веры вытекает большое значение, придаваемое римлянами погребальным обрядам, особенно погребению. Так, в конце погребального обряда умершего трижды назвали имя, которое имело место при жизни, желание я ему счастливого присутствия под землей, так как было выявлено там. Если бы у души не было гроба, не было бы у нее дома, она была бы странствующей, она была бы осуждён на вечное, возникновение личинке или призраку, не получила бы ни приношений, ни заболеваемости и, несчастная, становилось бы злой и мучила переносчиков, за сохранение их при странном поступлении к погребению своего тела. Таким образом, от его погребения зависели покой и счастье души умершего. Словом, мало было похоронить тело для безмятежной жизни после смерти, нужно было еще исполнить завещаемые традицией обряды и воспринять временную формулу погребальных церемоний, чтобы закрепить души в гробницах, не дав им остаться скитальцами. В могиле были покой и вечное счастье. Человек жил в могиле, и его душа не отделялась от тела. Существо, которое жило под землей, не было полностью отделено от человека, и поэтому в настоящее время установлено, что дни года живы и заражены его пищей.

### Похоронные ритуалы
Раскопки, проведенные в городе Брага, в Португалии, выявили два типа римских погребальных ритуалов между концом I века до н. э. и концом I века до н. э. и VI век н. э. Первым из них и самым древним был ритуал сжигания или кремации, который восходит к 5-3 годам до н. э. Эта форма захоронения, вероятно, уже была погребальной практикой коренных общин и продолжалась с оккупацией региона римлянами, которые также кремировали своих умерших. Точно неизвестно, когда этот погребальный ритуал перестал выполняться. С IV века участился второй тип погребения, то есть ингумация, но еще в IV—VI веках были обнаружены могилы для сжигания отходов. Первые захоронения в римском некрополе Браги датируются III веком нашей эры. Помимо того, что тело не кремируется, при этом типе захоронения в могилах также отсутствует погребальная мебель. Несмотря на поддержку некоторых авторов, гипотеза о том, что большее распространение захоронений будет связано с распространением христианства, кажется редуктивной. Изменения, которые произошли с точки зрения погребальных ритуалов, зависели от различных социальных факторов в зависимости от различных регионов, в которых они были приняты.
Важно отметить, что и кремация, и процесс погребения предполагали захоронение как тела, так и праха и оставшихся костей. Со временем изменилось только то, как труп разрушался и преобразовывался, будь то огонь или земля. Сожженный или нет, труп должен был пройти погребальный обряд, чтобы присоединиться к сообществу грив. Умершие, погребение которых не соответствовало набору определенных предписаний погребального обряда, особенно те, которые не были погребены, считались опасными, поскольку их необходимо задабривать ритуалами разной формы. При этом, несмотря на то, что это был домашний ритуал, Лемурия заинтересовала всю общину своим характером очищения и изгнания блуждающих духов.

### Домашние почитание
Мы очень мало знаем о римских домашних почитаниях и ретуалах. Возможно, в отличие от того, что происходило в публичных ритуалах, некоторые римляне переживали в этих частных культах религиозный мир, в котором они могли найти личный опыт, возникающий в результате празднования, в дополнение к более непосредственному чувству принадлежности к сообществу и своего места в нем.
Единых правил для домашней религии не существовало. Их обряды, молитвы и песнопения были священной и исключительной собственностью определенного рода, и у каждого из них были свои боги (Огня, Лареса, Манеса и тому подобное). Культы были ограничены внутренней частью дома, они не были публичными, и только глава семейство, их единственный переводчик и понтифик, имел право обучать им своих детей.
Отечественная религия включала в себя культ мертвых. Похороны должен был проводить ближайший родственник. Существовало поверье, что мертвые примут подношение только в том случае, если оно будет доставлено их родственниками, и только хотят, чтобы их потомки поклонялись им. На сына возлагались жертвы гривам отца и всех его предков.
Таким образом, существовал постоянный обмен услугами между живыми и мертвыми семьи, которая составляла единицу. Предок получил от своих потомков удовольствия, которыми он мог наслаждаться во второй жизни, после смерти; потомки получили от предка необходимую им помощь и силу. Между всеми поколениями семьи установилась крепкая связь, через которую распространялась домашняя религия. Отец дал жизнь своему сыну и научил его поклоняться своим богам. Таким образом, при рождении новое существо приобретало право поклоняться им и приносить им жертвы, а позже, когда смерть обожествляла его, включалось в число богов своего рода.

### Священная нумерология
Лемурия праздновалась в начале лета, 9, 11 и 13 мая, нечетные даты, разделенные интервалом в один день. В римском календаре нечетные дни обычно были праздниками, часто связанными с духовным и божественным, в то время как четные дни были связаны с материальным и человеческим.
В ритуале выделялось повторение числа 3 в двух ситуациях. Во-первых, лемурийские церемонии происходили в течение трех последовательных нечетных дней, когда звезда Веспер (ночь) восходила три раза и Феб (Солнце) трижды заходил. Также во время ритуала pater familias, бросая черные бобы назад, произносил фразу Ide, paternal manes девять раз, что равно не более чем трем, умноженным на три. Сакральное происхождение числа 3 и его кратных точно неизвестно, но считается, что оно может быть связано с фазами луны или семейной триадой (отец/мать/сын).

## Семейные узы
Принцип семьи в Древнем Риме не ограничивался кровными узами или привязанностями. Что объединяло членов семьи, так это поклонение дому и предкам. Религия сделала семью единым телом в этой жизни и в следующей после смерти. Таким образом, центральным аспектом семейного культа является то, что он представляет собой родство между членами семьи. Два человека были бы родственниками, если бы у них были одни и те же боги, одни и те же дома, одна и та же могила. Поскольку культ дома и мертвых ограничивался отцовской линией, никто не мог быть связан по материнской линии.
Таким образом, принцип родства находился в культе, а древнеримское понимание агнатии, то есть родства по кровному родству по мужской линии, разрешилось через его противостояние с бытовой религией. Поскольку религия передавалась только по мужской линии, двое мужчин могли быть агнатами друг с другом только в том случае, если у них также были общие предки по мужской линии. Правило для агнации было таким же, как и для домашнего поклонения. Следовательно, родственниками были те, кто поклонялся одним и тем же предкам.
Во времена Двенадцати таблиц, примерно в V веке до н. э., было известно только родство по агнатии. Позже домашний культ перестал быть единственным критерием для определения родства, которое стало признаваться и по рождению. Чтение юристов, от Цицерона до Юстиниана I, показывает, что обе системы родства влияли на римское право. Римляне называли cognatio родством, которое не зависело от правил домашней религии.

### Пиеты
Домашний культ, в который входила Лемурия, необходимая церемония для благополучия как семейной группы, так и общины, имел в качестве одной из своих основ пиеты, что можно перевести как чувство долга, преданности и верности, которые связывали членов семейной общины воедино, простираясь в прошлое через культ предков. Он коренился в религиозности римлян, которые верили в защиту грив, домов и пенатов. Таким образом, pietas устанавливала аффективную связь между членами семьи и распространялась на божество, заключая в себе также правильное отношение к богам и заканчивая тем самым пониманием отношений с государством.